# ژاکا
ژاکا (به مجاری:  Zsáka) یک منطقهٔ مسکونی در مجارستان است که در ناحیه برتیواوی‌فالو واقع شده‌است. ژاکا ۷۸٫۸۱ کیلومتر مربع مساحت و ۱٬۷۱۷ نفر جمعیت دارد.